# Пам'ятник піонерам
Пам'ятник піонерам (англ. Pioneer Monument) — історичний монумент, встановлений у 1894 році в центрі Сан-Франциско, штат Каліфорнія. Кошти на будівництво пам'ятника виділив мультимільйонер Джеймс Лік, що заповів у 1876 році 100 тисяч доларів на спорудження пам'ятника. Автором складної художньої композиції монумента став скульптор Френк Гапперсберг.

## Композиція
У центрі композиції, на вершині постаменту, у вигляді колони стоїть Афіна зі списом і щитом, а біля ніг грецької богині мудрості й війни розташовується каліфорнійський ведмідь — уособлення Каліфорнії. Серія барельєфів на постаменті відображає сцени життя перших поселенців в цій місцевості, п'ять медальйонів-портретів присвячені відомим персонам, які зробили помітний внесок у розвиток штату. Навколо центральної колони розташовані постаменти зі скульптурними композиціями. Загальна вага пам'ятника — 820 тонн, висота центральної скульптури — 14,3 метра.

## Історія створення
Пам'ятник став подарунком місту Сан-Франциско від поселенця, мультимільйонера і філантропа Джеймса Ліка, який помер в 1876 році та заповів 100 тисяч доларів США на будівництво монумента. Після цього до створення пам'ятника був залучений скульптор Френк Гапперсбергер. 29 листопада 1894, в День подяки, 820-тонний пам'ятник з бронзи й граніту висотою в 47 футів був відкритий на площі Маршалла, тобто на перетині Гайд, Гроув і Маркет-стріт. Оформлений в вікторіанському стилі, він доповнював фронтон Міського холлу, будівництво якого було розпочато в 1870 році, а закінчено в 1897 році.
Для звільнення простору для нової міської бібліотеки пам'ятник «Монумент Піонерам» був перенесений у 1993 році на нове місце, між Публічною бібліотекою та Музеєм мистецтва Азії. Починаючи з 1991 року, різні індіанські громадські організації стали вимагати демонтажу пам'ятника, називаючи його «расово-орієнтованим і образливим». У 1996 році біля основи «Перших днів» була встановлена табличка з інформацією про колонізацію Америки і смерті 150 тис. індіанців під час місіонерського періоду 1769—1834.

## Демонтаж скульптури «Перші дні»
12 вересня 2018 року Апеляційна рада Сан-Франциско, штат Каліфорнія, США після одноголосного голосування ухвалила демонтувати пам'ятник XIX століття, який, за твердженням деяких політиків, є «расистським і принизливим для корінних народів Америки». У постанові суду наказано демонтувати скульптуру «Перші дні» (англ. Early Days), яка є невід'ємною частиною «Монумента Піонерам». Вранці 14 вересня 2018 року до сходу сонця скульптура була демонтована.